# 캐나다의 공휴일

캐나다의 공휴일은 다음과 같다.
| 날짜                            | 공휴일 이름   | 비 고         |
| ------------------------------- | ------------- | ------------- |
| 1월 1일                         | 새해 첫날     |               |
| 3~4월 중(이동)                  | 성금요일      |               |
| 3~4월 중(이동)                  | 이스터 먼데이 | 부활절 다음날 |
| 5월 18일~5월 24일 사이의 월요일 | 빅토리아의 날 |               |
| 7월 1일                         | 독립기념일    |               |
| 8월 첫째 월요일                 | 시민의 날     |               |
| 9월 첫째 월요일                 | 노동절        |               |
| 10월 둘째 월요일                | 추수감사절    |               |
| 11월 11일                       | 영령 기념일   |               |
| 12월 25일                       | 크리스마스    |               |
| 12월 26일                       | 박싱 데이     |               |

## 기념일식공휴일
다음 목록은 캐나다의 기념일식 공휴일을 보여준다.
- 1월 1일: 새해 첫날 (New Year’s Day)
- 1월 4일: 세계 브라이유의 날 (World Braille Day)
- 1월 14일: 로리의 날 (Lohri, 북인도의 수확 축제)
- 1월 24일: 세계 교육의 날 (International Day of Education)
- 1월 27일: 홀로코스트 희생자 추모의 날 (International Holocaust Remembrance Day)